# Bonanza (Tumbes)
Bonanza es un caserío peruano ubicado en el distrito de Zorritos, perteneciente a la provincia de Contralmirante Villar del departamento de Tumbes, al norte del Perú. 

## Ubicación
Bonanza se ubica al norte de la provincia de Contralmirante Villar, en el distrito de Zorritos, en el departamento de Tumbes.

## Demografía
En 2017 Bonanza tenía una población de 76 habitantes.